# World Series of Poker 1993
 (juillet 2025).
La mise en forme du texte ne suit pas les recommandations de Wikipédia : il faut le « wikifier ».
Les points d'amélioration suivants sont les cas les plus fréquents. Le détail des points à revoir est peut-être précisé sur la page de discussion.
- Les titres sont pré-formatés par le logiciel. Ils ne sont ni en capitales, ni en gras.
- Le texte ne doit pas être écrit en capitales (les noms de famille non plus), ni en gras, ni en italique, ni en « petit »…
- Le gras n'est utilisé que pour surligner le titre de l'article dans l'introduction, une seule fois.
- L'italique est rarement utilisé : mots en langue étrangère, titres d'œuvres, noms de bateaux, etc.
- Les citations ne sont pas en italique mais en corps de texte normal. Elles sont entourées par des guillemets français : « et ».
- Les listes à puces sont à éviter, des paragraphes rédigés étant largement préférés. Les tableaux sont à réserver à la présentation de données structurées (résultats, etc.).
- Les appels de note de bas de page (petits chiffres en exposant, introduits par l'outil «  Source ») sont à placer entre la fin de phrase et le point final[comme ça].
- Les liens internes (vers d'autres articles de Wikipédia) sont à choisir avec parcimonie. Créez des liens vers des articles approfondissant le sujet. Les termes génériques sans rapport avec le sujet sont à éviter, ainsi que les répétitions de liens vers un même terme.
- Les liens externes sont à placer uniquement dans une section « Liens externes », à la fin de l'article. Ces liens sont à choisir avec parcimonie suivant les règles définies. Si un lien sert de source à l'article, son insertion dans le texte est à faire par les notes de bas de page.
- La présentation des références doit suivre les conventions bibliographiques. Il est recommandé d'utiliser les modèles {{Ouvrage}}, {{Chapitre}}, {{Article}}, {{Lien web}} et/ou {{Bibliographie}}. Le mode d'édition visuel peut mettre en forme automatiquement les références.
- Insérer une infobox (cadre d'informations à droite) n'est pas obligatoire pour parachever la mise en page.

Pour une aide détaillée, merci de consulter Aide:Wikification.
Si vous pensez que ces points ont été résolus, vous pouvez retirer ce bandeau et améliorer la mise en forme d'un autre article.
Résultats des World Series of Poker 1993.

## Résultats
| Tournoi                             | Vainqueur        | Prix     | Finaliste          |
| ----------------------------------- | ---------------- | -------- | ------------------ |
| $1,500 Limit Hold'em                | Hugo Mieth       | $220,800 | Jack Keller        |
| $1,500 Seven Card Stud              | Robert Turner    | $103,800 | Dave Crunkleton    |
| $1,500 Limit Omaha                  | Jack Keller      | $61,800  | Howard Lederer     |
| $1,500 Seven Card Stud Hi-Lo Split  | Gene Fisher      | $113,400 | Mike Krescanko     |
| $1,500 Razz                         | Ted Forrest      | $77,400  | Charles Burris     |
| $1,500 Omaha Hi-Lo Split            | Ted Forrest      | $120,000 | John Cernuto       |
| $1,500 No Limit Hold'em             | Phil Hellmuth    | $161,400 | Chris Tsiprailidis |
| $1,500 Pot Limit Omaha              | Buddy Bonnecaze  | $83,400  | Roy Dudley         |
| $1,500 Pot Limit Hold'em            | John Bonetti     | $122,400 | Chau Giang         |
| $2,500 Omaha Hi-Lo Split            | Erik Seidel      | $94,000  | J. W. Smith        |
| $5,000 No Limit Deuce to Seven Draw | Billy Baxter     | $130,500 | Phil Hellmuth      |
| $1,500 Ace to Five Draw             | Chau Giang       | $82,800  | Brian Nadell       |
| $2,500 Pot Limit Hold'em            | Hamid Dastmalchi | $114,000 | Mickey Appleman    |
| $2,500 Seven Card Stud              | Marty Sigel      | $113,000 | Lonnie Williams    |
| $2,500 Pot Limit Omaha              | Humberto Brenes  | $128,000 | Jay Heimowitz      |
| $2,500 Limit Hold'em                | Humberto Brenes  | $149,000 | Tom Cady           |
| $5,000 Seven Card Stud              | Ted Forrest      | $114,000 | John Heaney        |
| $2,500 No Limit Hold'em             | Phil Hellmuth    | $173,000 | Noli Francisco     |
| $5,000 Limit Hold'em                | Phil Hellmuth    | $138,000 | Don Williams       |
| $1,000 Ladies' Seven Card Stud      | Phyllis Kessler  | $32,800  | Becki Vincent      |

## Table Finale du Main Event
| Place | Nom              | Prix       |
| ----- | ---------------- | ---------- |
| 1er   | Jim Bechtel      | $1,000,000 |
| 2e    | Glenn Cozen      | $420,000   |
| 3e    | John Bonetti     | $210,000   |
| 4e    | Mansour Matloubi | $120,000   |
| 5e    | Thomas Chung     | $72,000    |
| 6e    | Mike Cowley      | $36,000    |